# Skála (Angístri)
Skála, en grec moderne : Σκάλα , est un village de l'île d'Angístri, dans les îles Saroniques en Grèce.
Selon le recensement de 2011, la population du village compte 448 habitants.